# Jacques-Bénigne Bossuet
Jacques-Bénigne Bossuet (født 27. september 1627, død 12. april 1704) var en fransk biskop og teolog, kendt for sine prædikener og andre taler. Han blev i samtiden anset for at være en af de bedste talere i verden og blev hyldet for sit greb om det franske sprog.
Han var hofpræst for Ludvig 14. af Frankrig, og var en aktiv fortaler for enevælden og monarkiets guddommelige rettigheder: Han fremførte det argument, at regeringen var guddommelig, og at kongerne fik deres magt fra Gud. Han var også en indflydelsesrig hofmand med stor politisk indflydelse.
Den 13. september 1670 blev han udnævnt til privatlærer for tronarvingen Dauphin af Frankrig (1661-1711), Ludvig 14.s ældste søn, der på det tidspunkt var 9 år gammel.
Bossuet skrev selv alle prinsens lærebøger, hvilket blandt andet også inkluderede bøger om filosofi, historie og religion. Blandt de bøger, som han skrev, var der tre, der blev klassikere i den franske filosofiske og teologiske litteratur. Den første af disse var Traité de la connaissance de Dieu et de soi-même (1677), derefter kom Discours sur l'histoire universelle (1679, udgivet 1682), og til sidst Politique tirée de l'Ecriture Sainte (1679, udgivet 1709). De tre bøger passer ind i hinandens system. Traité er en overordnet beskrivelse af Guds natur og menneskets natur. Discours er en historie over Guds indgriben i menneskets skæbne i fortiden. Politique er en samling af rettigheder og pligter, som er skrevet ud fra de førnævnte bøger. Det var ikke, fordi Bossuet troede, at udviklingen indenfor politisk videnskab sluttede med det Gamle Testamente, men fordi han ønskede at trække på den højeste myndighed i sine konklusioner. Samtidig kunne han tillade sig at påpege, at den enevældige konge havde pligter foruden rettigheder, hvilket samtidens normale hofetikette ikke gjorde, netop fordi han kunne henvise til den guddommelige autoritet.